# 예이

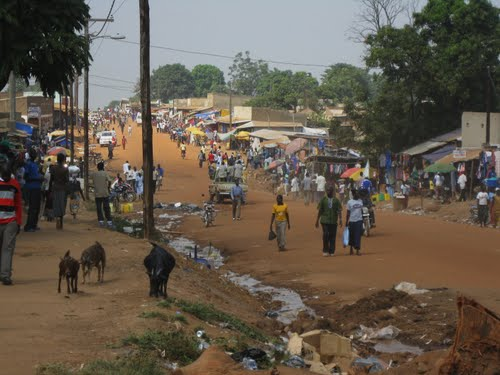
예이

예이(Yei)는 남수단 남부 에콰토리아 지방의 도시로 예이리버 주의 주도이며 인구는 260,720명(2014년 기준)이다. 남수단의 수도인 주바에서 남서쪽으로 약 170km 정도 떨어진 곳에 위치한다. 콩고 민주 공화국, 우간다 국경과 가까운 편이기 때문에 이들 국가 간의 무역이 많은 편이다.